# Madame Quinault-Dufresne
Pour les articles homonymes, voir Quinault et Dufresne.
Catherine-Marie-Jeanne Dupré Deseine, dite Mlle de Seine puis Mme Quinault-Dufresne, née le 5 septembre 1705 à Paris et morte à Saint-Germain-en-Laye le 15 juillet 1767, est une actrice française.

## Biographie
Ayant débuté, à l’âge de 18 ans, à Fontainebleau en 1724 dans le rôle d’Hermione d'Andromaque, sous le nom de « Mlle Dupré de Seine », et la cour en a été tellement satisfaite, malgré une voix un peu faible,  qu’elle a été reçue le 16 du même mois.
Elle a alors débuté à la Comédie-Française, le 5 janvier 1725, dans le même rôle, parée d’un habit évalué à 8 000 livres, offert par Louis XV. Elle a obtenu le même succès à la ville qu’à la cour. Abordant tout à la fois les premiers rôles tragiques et comiques, elle s’est montrée une excellente actrice dans les rôles d’Émilie (Cinna), de Tullie (Brutus), d’Agathe (Folies amoureuses) et de Didon (Didon et Énée).
Ayant épousé, en 1726, le comédien Quinault le cadet, ce mariage n’a pas été heureux. Très ami des plaisirs, Quinault cadet a très rapidement dissipé la plus grande partie de la dot de sa femme et vendu pour plus de 15 000 livres de bijoux et de vêtements lui appartenant. Le nombre des créanciers de son mari augmentant toujours, elle a été obligée de demander la séparation de biens afin de sauvegarder le reste de sa dot.
Retirée une première fois de décembre 1732, elle reparaît l’année suivante et crée avec grand succès le rôle-titre de Didon de Lefranc de Pompignan, 1734, avant de se retirer définitivement, en mai 1735, incarcérée par lettre de cachet à la Salpêtrière. Le 7 mars, elle protestait, dans une lettre adressée aux membres de l’Académie Française, contre la lettre de cachet qui la frappait ainsi et dont la cause est peut-être due à sa liaison avec le marquis de Nesle,.
Elle a été pensionnée en 1736.
Le peintre Joseph Aved l’a peinte dans le costume de la reine de Carthage,, portrait gravé par Lépicié père, au bas duquel on lit les quatre vers suivants :
L’art ne vous prête point sa frivole imposture ;

Dufresne, vos attraits, vos talens enchanteurs, 

N’ont jamais dû qu’à la nature 

Le don de plaire aux yeux et d’attendrir les cœurs.
Elle apparait à sa fenêtre, dans un gracieux négligé, accoudée sur un coussin de velours, un petit chien blotti entre ses mains, dans un autre portrait d’elle, fait, par la suite, par Aved, et exposé au Salon de 1748. Aujourd’hui disparu, il n’est plus connu que par la gravure d’Étienne Fessard.

## Rôles
- 1721 : Esther de Jean Racine : Elise
- 1734 : Didon de Lefranc de Pompignan : Didon